# Статутне право
Стату́тне пра́во (англ. Statutory law чи statute law, від слова статут) — це писане право (на відміну від усного чи звичаєвого права), встановлене законодавчою владою (на відміну від підзаконних актів, оприлюднених виконавчою владою або загального права судовою владою) чи законодавцем (у разі абсолютної монархії). Розуміється в двох значеннях:
1. В країнах англо-саксонської правової сім'ї система актів, які створюються законодавчими органами (закони).
2. У США — писані конституції, кодекси та інші законодавчі акти.

## Загальна характеристика
Статутне право в англосаксонській сім'ї виступає основним джерелом права поряд з прецедентним. Статутне право — це право, норми якого мають своїм джерелом не судову практику, а волю держави в особі її законодавчих органів. Норми статутного права містяться в актах законодавчих органів(статутах). Статутне право доповнюється загальним правом — через діяльність судів, що за допомогою судових прецедентів тлумачать правові норми або заповнюють прогалини в праві.
Виникнення статутного права відноситься до XIII століття. Одним з перших актів Парламенту Англії вважається Мертонський статут.
Статутне право є первинним джерелом англо-американського права.
У статутному праві існує ієрархія правових актів: акти державних органів мають більшу юридичну силу, ніж акти місцевих органів.

## Співвідношення загального і статутного права
Судді, спираючись на загальне право, розглядають законодавчий акт як такий, що містить специфічні норми права, які можуть застосовуватися тільки в чітко визначених самим законом випадках. В усіх інших випадках, не охоплених законодавчим актом, судді на відміну від суддів ро-мано-германської правової сім'ї не будуть виносити рішення за аналогією з цим законом.
Це пояснюється тим, що, на думку суддів, якби законодавець збирався запровадити певне правило, воно було б наведене в тексті самого законодавчого акту. Тому суд, застосовуючи закон за аналогією в тих випадках, що прямо ним не передбачені, буде втручатися в повноваження законодавчої влади. А це вважалося неприпустимим. Якщо ж законодавець зробив юридичну помилку, він здатний виправити її самостійно. Отже, якщо певний законодавчий акт не зовсім підходить для вирішення якоїсь справи, можна звернутися до відповідних положень загального права.
П. В. Бромхед порівнював статутне право з написами, що держава залишає на каменях, з яких суддями зведена стіна права. Ця стіна побудована суддями, що закладали в неї свої камені-прецеденти. На каменях-прецедентах волею держави з'являються все нові і нові написи. Ці написи і є закони, тобто статутне право.

## Статутне право в Англії
В Англії закони іменуються статутами (актами Парламенту). Акт Парламенту Сполученого Королівства є правом, створеним Королем (Королевою) у Парламенті, тобто прийнятим Парламентом у формі білля і схваленим Короною. В Англії діє доктрина потрійної згоди, згідно з якою статут створюються лише за згодою Короля(Королеви), Палати общин і Палати лордів.
Для розуміння особливості законів у Англії дуже важливе значення має принцип верховенства статутів, який ґрунтується на принципі парламентського суверенітету. Цей принцип полягає в тому, що вся законодавча влада зосереджена у Парламенті, і що тільки він може приймати та скасовувати статути, зупиняти їх дію.
Верховенство статутів може бути підтверджено тим, що:
1. жодний орган, у тому числі суд, не має права брати під сумнів законність прийнятих Парламентом актів. В Англії не існує системи судового контролю за законодавчим процесом і законами.
2. лише прийнятий Парламентом статут може прямо скасовувати статут, прийнятий ним раніше, або це може припускатися. До того моменту статути вважаються вічними і підлягають застосуванню суддями до їх формального скасування чи закінчення встановленого в них строку дії.
3. закон може змінювати або скасовувати положення загального права (тобто судові прецеденти).

Водночас слід взяти до уваги той факт, що в сучасних умовах парламентський суверенітет обмежений законодавством Європейського Союзу, яке має перевагу над актами Парламенту. Крім того, суди можуть визнавати акти Парламенту несумісними з Європейською конвенцією з прав людини, що привертає увагу уряду до проблеми і він може вирішити, змінювати акт чи ні.
У сучасному англійському праві можна помітити тенденцію до посилення ролі статутів, яка полягає у збільшенні їх питомої ваги в системі джерел права та в розширенні сфери відносин, що регулюються ними. Проте ця тенденція не порушує історично існуючих зв'язків статутів з іншими джерелами права, перш за все прецедентом. І сьогодні не викликає сумніву теза, що принципи англійського права встановлюються саме суддівським правом, а статут лише деталізує їх. Для статуту дуже важливим є його тлумачення в судах, оскільки судді привласнили право інтерпретувати статути, посилаючись на те, що вони краще за інших можуть пояснити їх зміст. В Англії традиційно вважається, що прийнятий закон починає «жити», стає правовою забороною чи зобов'язанням тільки після того, як він буде застосований суддею.
Законопроєкт стає статутом після його затвердження Парламентом і одержання згоди Корони. Якщо в статуті не вказується інша дата, він набуває чинності в той же день, коли його підписує король (королева). Звичайною стала практика, коли в тексті статуту вказується, що він набуває чинності «у призначений день». Визначення цієї дати входить до обов'язків міністра уряду, або це оформляється наказом Таємної Ради.
Статут припиняє свою дію в разі, якщо він був замінений іншим статутом; якщо в тексті статуту був визначений період, на який він зберігає свою силу; якщо була визначена мета прийняття статуту і вона досягнута. Давність прийняття статуту не може бути підставою для припинення його дії.

## Статутне право в США
Право США в цілому має структуру, аналогічну структурі «загального права», але тільки в цілому. Одна з відмінностей, причому досить істотна, пов'язана з федеральною структурою США. Штати в межах своєї компетенції створюють своє законодавство і свою систему прецедентного права. Звідси значний масив статутного права на рівні штатів. Відповідно в США існує 51 система права: 50 — у штатах, одна — федеральна. Щорічно в США публікується близько 300 томів судової практики, і, незважаючи на широке використання комп'ютерної техніки, пошук прецедентів є нелегкою справою. Багато розбіжностей у право країни вносить законодавство штатів.
Нарівні з цим у США набирає широкого розвитку і статутне право. Його джерелами стають конституції і законодавчі акти: федеральна конституція і федеральні закони, а також конституції і закони штатів. При цьому підкреслюється пріоритет федерального законодавства над законодавством штатів. У Конституції 1787 року сказано: «Ця конституція і закони Сполучених Штатів, встановлені на її підставі, так само, як і всі договори, які укладені або будуть укладені Сполученими Штатами, будуть верховним правом країни: судді кожного штату будуть ним зв'язані, попри те, що у конституції і законах окремих штатів трапляються протилежні постанови» (ст. VI). Відповідно до конституції США кримінальне і цивільне законодавство було передане штатам. Таким чином кожний штат утворював свою особливу систему. Саме цією обставиною викликані відмінності в законодавстві окремих штатів. Якщо в одних штатах використовувалося загальне право, то в інших штатах успішно проводилися кодифікаційні роботи, а в деяких штатах були прийняті і почали діяти цивільні та кримінальні кодекси.

## Статутне право в країнах Співдружності націй
Якщо у Великій Британії розвиток прецедентного права передував виникненню статутного права, то в Канаді, Австралії та Новій Зеландії закон як акт національного парламенту відігравав важливу роль з самого початку формування та розвитку правової системи. Нині закон є основним джерелом права цих країн.
Сучасна структура статутного права Канади та Австралії визначається їх федеральним устроєм. У цих країнах діють закони, що видаються федеральним парламентом, так і закони, ухвалені законодавчими органами їх суб'єктів федерації. У зв'язку з цим постає питання про розподіл сфер законодавчого регулювання між федерацією та її суб'єктами, а також про характер взаємодії між федеральним законодавством та законодавством суб'єктів федерації. Ці питання вирішуються Австралією і Канадою по-різному.
Конституція Австралії, віддаючи перевагу моделі США, встановлює для федерального парламенту певний перелік питань, з яких він уповноважений ухвалювати закони, залишаючи всі інші сфери законодавчого регулювання штатам та територіям. При цьому Конституція Австралії припускає делегування законодавчих повноважень парламентів суб'єктів федерації федеральному парламенту. Стаття 109 Конституції чітко закріплює пріоритет федерального законодавства перед законодавством штатів та вказує на нечинність останнього в тій частині, в якій воно несумісне з федеральними актами. Таким чином, в Австралії законодавче регулювання багатьох сфер суспільних відносин зосередилось у руках федерального парламенту.
Канадським Конституційним актом 1867 р. визначено перелік питань виключної компетенції федерального парламенту, а також компетенції законодавчих зборів суб'єктів федерації. При цьому федеральний парламент уповновноважений ухвалювати закони з усіх питань, що не входять до переліку виключної компетенції провінції та територій. На відміну від Австралії, у Канаді принцип пріоритету федерального права не має конституційного закріплення, проте визнається судовою практикою. У результаті в Канаді склалася така ситуація, коли законодавче регулювання багатьох сфер суспільних відносин зосередилось у руках суб'єктів федерації або стало «конкуруючим».
Спільною рисою статутного права Канади, Австралії та Нової Зеландії є переважно консолідований характер цивільного, сімейного, трудового та суміжних з ними галузей права. Кримінальне право цих країн відрізняється високим ступенем кодифікації.